# جو ثورنتون
جو ثورنتون هو لاعب هوكي الجليد كندي، ولد في 2 يوليو 1979 في لندن في كندا.

## وصلات خارجية
- جو ثورنتون على موقع دوري الهوكي الوطني (الإنجليزية)
- جو ثورنتون على موقع قاعة مشاهير الهوكي (لاعب أن.إتش.أل) (الإنجليزية)
- جو ثورنتون على موقع EliteProspects.com (الإنجليزية)
- جو ثورنتون على موقع Eurohockey.com (الإنجليزية)
- جو ثورنتون على موقع HockeyDB.com (الإنجليزية)
- جو ثورنتون على موقع Hockey-Reference.com (الإنجليزية)
- جو ثورنتون على موقع اللجنة الأولمبية الدولية (الإنجليزية)
- جو ثورنتون على موقع أوليمبيديا (الإنجليزية)
- جو ثورنتون على موقع اللجنة الأولمبية الكندية (الإنجليزية)
- جو ثورنتون على موقع الموسوعة البريطانية (الإنجليزية)
- جو ثورنتون على موقع إن إن دي بي (الإنجليزية)